# Pierre und Jean

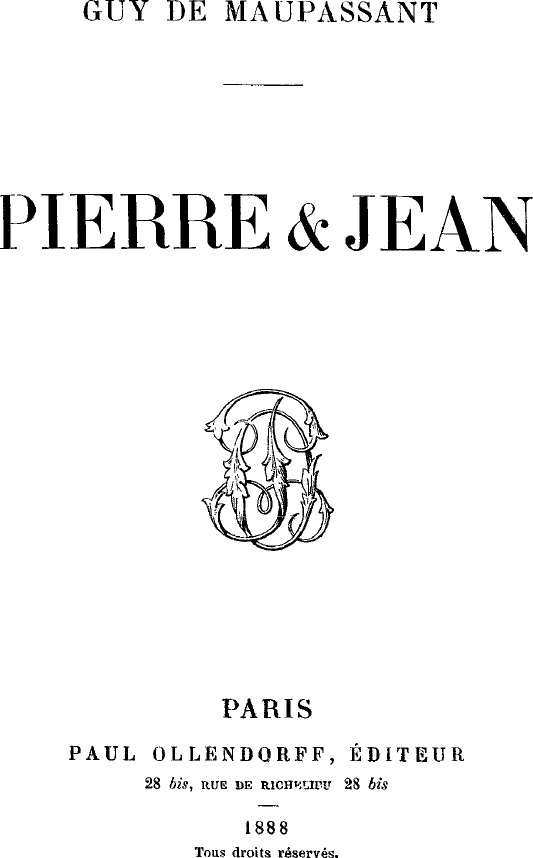
Pierre et Jean

Pierre und Jean (französischer Originaltitel: Pierre et Jean; in anderen deutschen Übersetzungen: Zwei Brüder, Die Brüder, Die zwei Brüder, Peter und Hans, Hans und Peter, Mutter und Söhne) ist ein naturalistischer Roman von Guy de Maupassant, der erstmals 1887/88 in La Nouvelle Revue veröffentlicht wurde. Dies ist der vierte und kürzeste Roman des Autors, der zwischen Juni und September 1887 in Étretat entstand und zuerst in drei Fortsetzungen in der Nouvelle Revue erschien, bevor er 1888 in Buchform veröffentlicht wurde. Das Vorwort des Buches bildet die Abhandlung Le roman („Der Roman“), in welcher Maupassant sich zwar der realistischen Darstellung verpflichtet zeigt, andererseits aber auch Abstand nimmt von der minutiösen naturalistischen Darstellung der Geschehnisse, die Émile Zola bevorzugte.

## Personen
- Gérôme Roland – der Vater, ein pensionierter Juwelier, der in Le Havre seinen Lebensabend genießt und leidenschaftlich gerne angelt
- Louise Roland – seine Frau
- Pierre Roland – der ältere Sohn des Ehepaares, Arzt
- Jean Roland – der um 5 Jahre jüngere Bruder von Pierre, Rechtsanwalt
- Léon Maréchal – war vor Jahren eng mit der Familie befreundet und ein Kunde des Juweliers Roland; Jeans biologischer Vater; tritt im Roman nicht persönlich auf, wird nur in Berichten erwähnt
- Madame Rosémilly – eine 23-jährige Kapitänswitwe

## Inhalt
Die beiden Brüder Pierre und Jean Roland aus Le Havre sind ganz unterschiedliche Charaktere. Im Lauf der Geschichte stellt sich heraus, warum das so ist: sie haben unterschiedliche Väter. Der Vater, Gérôme Roland, ein pensionierter Juwelier und leidenschaftlicher Angler, bekommt von all den Problemen in seiner Familie nichts mit. Die Mutter, Louise Roland, gesteht ihrem Sohn Jean, was sein Bruder Pierre in intensiven Nachforschungen herausgefunden hat: sein Vater war Léon Maréchal, ein längst in Vergessenheit geratener Freund der Familie. Erst dessen Tod und der Umstand, dass er Jean ein beträchtliches Vermögen hinterlassen hat, bringen den viele Jahre zurückliegenden Ehebruch der Mutter zutage. Beide jungen Männer verehren die Kapitänswitwe Rosémilly. Als diese sich für Jean entscheidet, beschließt Pierre, für einige Jahre als Schiffsarzt anzuheuern. Vater Roland durchschaut die wahren Beweggründe seines Sohnes nicht und ist schlicht davon begeistert, dass dieser zur See gehen will.

## Literarische Analyse
Pierre und Jean ist der einzige von Maupassants Romanen, der nicht in der gehobenen Pariser Gesellschaft spielt, sondern in der Provinz. Die beiden Brüder sind konträre Charaktere:
- Pierre, der „echte“ Roland, ist seiner Mutter in romantischer Verehrung zugetan – was natürlich zu herber Enttäuschung führen muss, als er herausfindet, dass sie ihrem Mann, seinem Vater, nicht immer treu war. Er ist der kompliziertere von den beiden, der stets alle Vorgänge mit Skepsis betrachtet. Das führt zwangsläufig zum Konflikt mit der Mutter.
- Jean, der „falsche“ Roland, sieht die Welt viel gelassener. Auch er liebt seine Mutter, sieht sie aber nicht durch eine rosarote Brille. Interessanterweise ist nicht er derjenige, der darüber zu grübeln beginnt, warum Léon Maréchal ihm ein großes Vermögen vermacht hat, sondern der Bruder, der nichts geerbt hat. Jeans optimistische Sicht der Dinge hilft ihm, die ungewöhnlichen Umstände seiner Erbschaft als gegeben hinzunehmen und sich einfach daran zu erfreuen.

Der Vater, Gérôme Roland, scheint von all dem nicht betroffen. Er liebt es zu angeln, ist begeistert von der Seefahrt, und denkt gar nicht weiter darüber nach, welche Beweggründe sein Sohn Pierre hat, sich als Schiffsarzt zu verdingen.

## Verfilmungen
- Pierre et Jean (1924) bei IMDb
- Nur eine Tänzerin (1926)
- Pierre et Jean (1943) bei IMDb
- Pierre et Jean (1973), TV-Film bei IMDb

## Deutsche Übersetzungen
- Zwei Brüder. Autorisierte Übersetzung aus dem Französischen von Emmy Becher. Engelhorn, Stuttgart 1889.
- Hans und Peter. Frei übertragen von Georg Freiherrn von Ompteda. Egon Fleischel, 1920.
- Peter und Hans. Übertragung von Erik-Ernst Schwabach. K. Wolff, München 1924.
- Die zwei Brüder. Übersetzung von Fritz Meyer. J. Knoblauch, Berlin 1925.
- Pierre und Jean. Deutsch von Roland Schacht. Rütten & Loening, Berlin 1953.
- Mutter und Söhne. Ins Deutsche übertragen von Lydia Savioz und Louis Erlacher. Illustriert von Harriet L. Klaiber. Büchergilde Gutenberg, Zürich 1958.
- Pierre und Jean. Übertragung von Josef Halperin. Artemis, Zürich / Stuttgart 1963.
- Pierre und Jean. Übertragung von Georg Goyert und Ernst Sander. Goldmann, München 1964.
- Die Brüder. Deutsch von Ernst Weiss. Mit Illustrationen von Géo Dupuis. Insel, Frankfurt am Main 1983.
  - Die Brüder Pierre und Jean. Ins Deutsche übertragen von Ernst Weiss. Ullstein, Berlin 1995.
  - Pierre und Jean. Die Geschichte zweier Brüder. Aus dem Französischen von Ernst Weiss. Insel, Frankfurt am Main 2004.